# سورتلند (شهر)
سورتلند (به لاتین: Sortland) یک منطقهٔ مسکونی در نروژ است که در سورتلند واقع شده‌است. سورتلند ۳٫۵۹ کیلومتر مربع مساحت و ۵٬۴۰۴ نفر جمعیت دارد و ۱۲ متر بالاتر از سطح دریا واقع شده‌است.

## نگارخانه

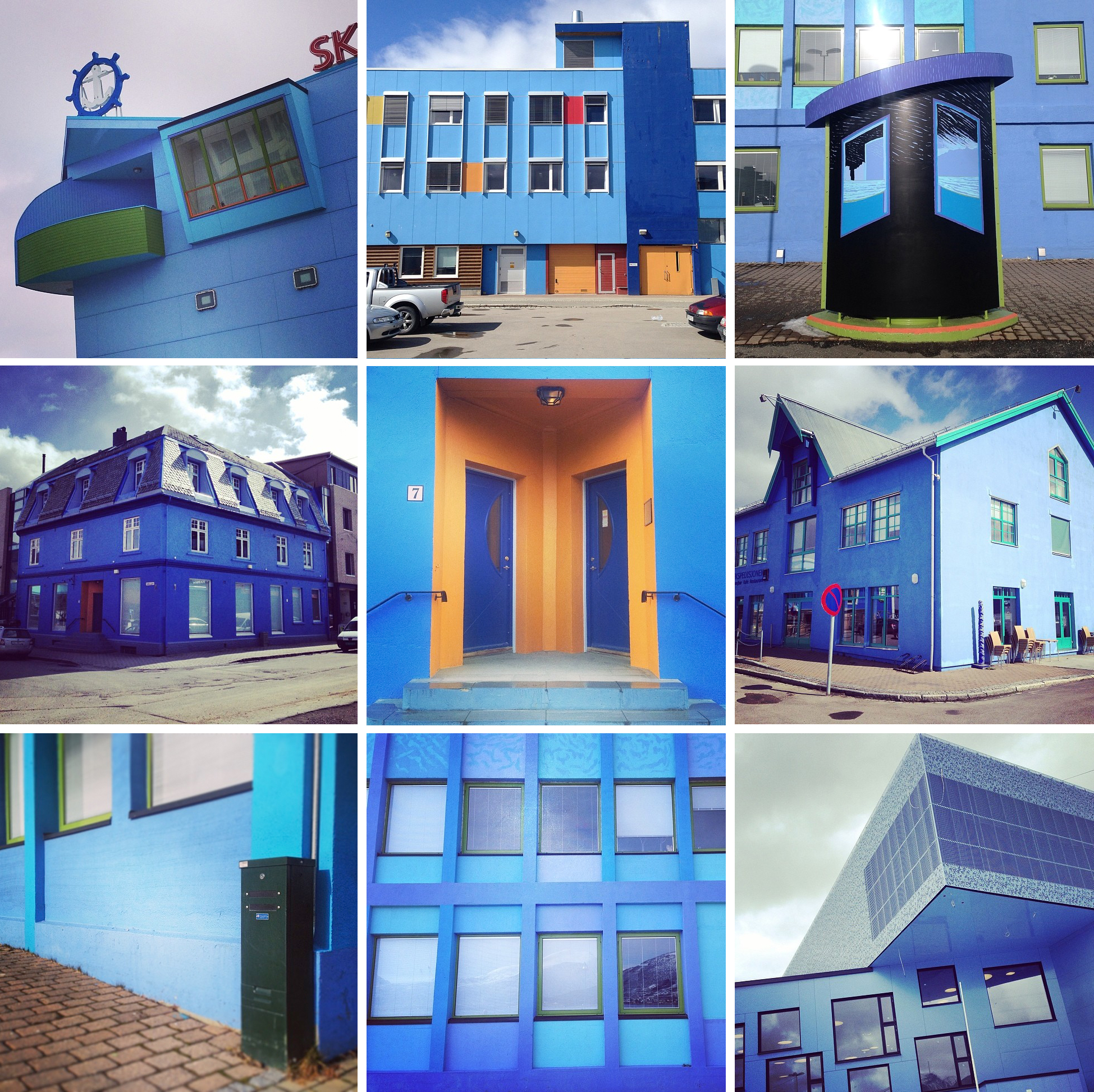
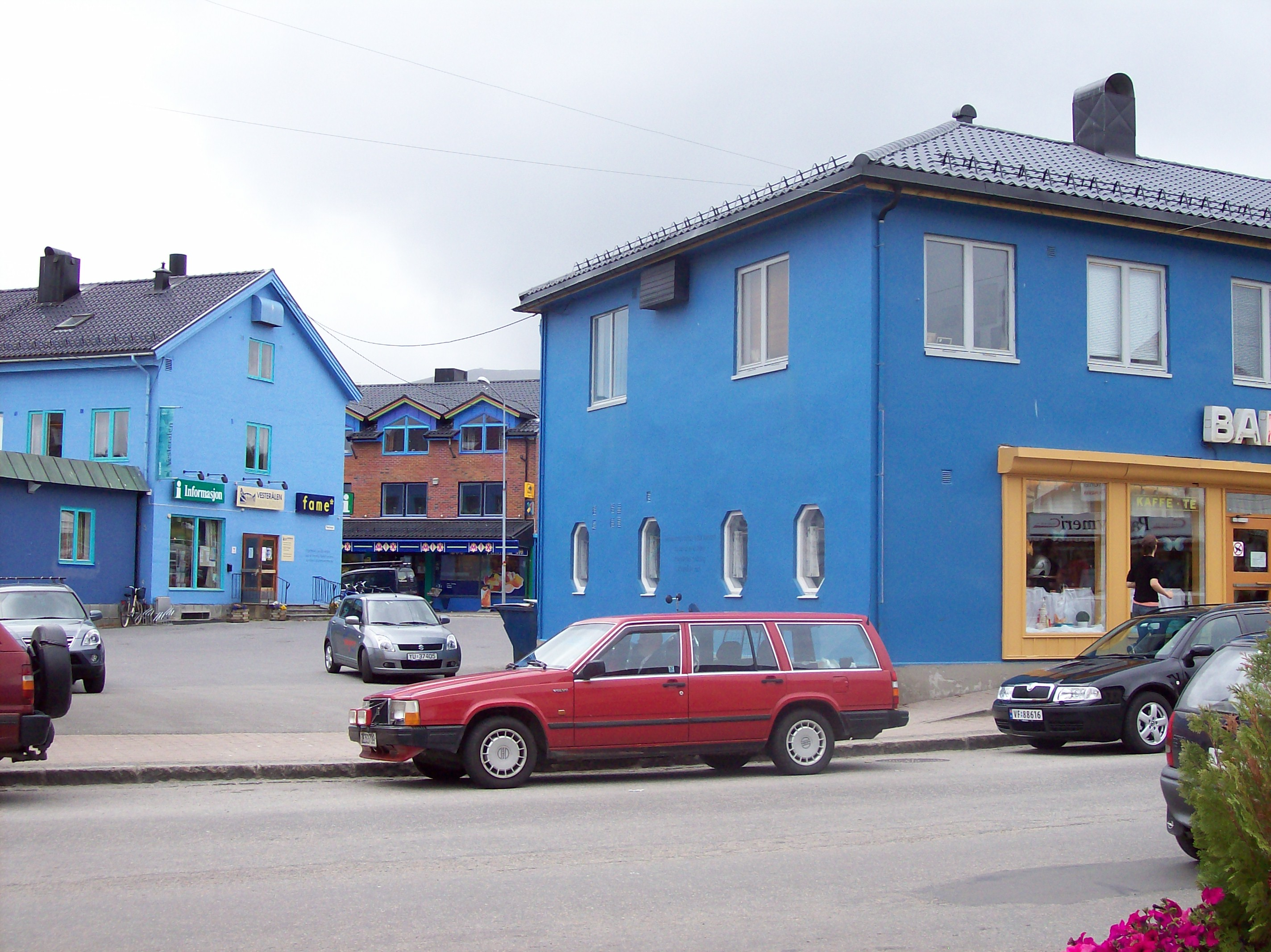
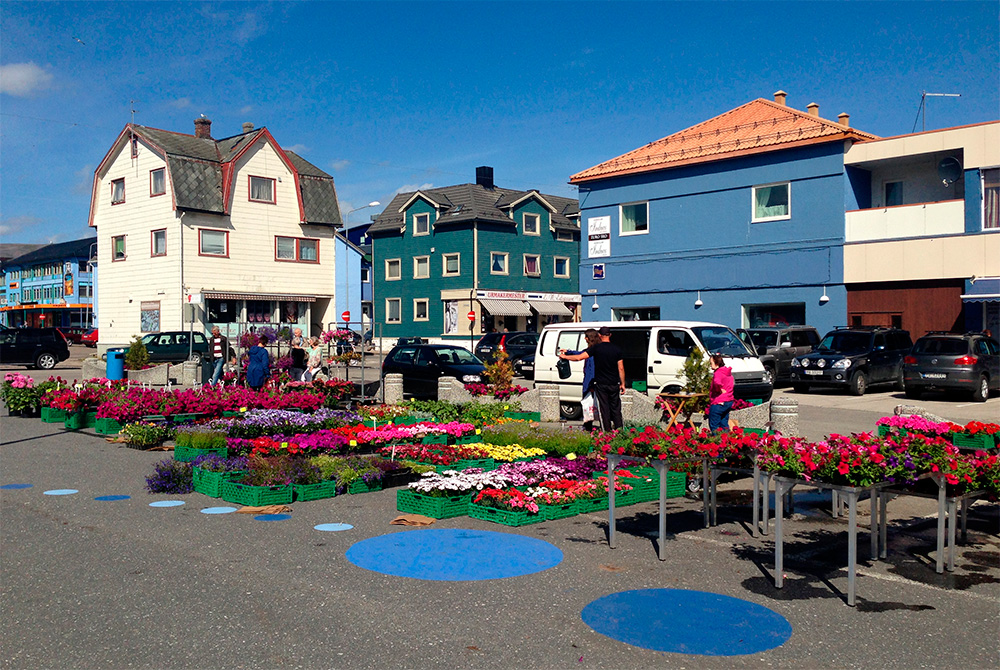
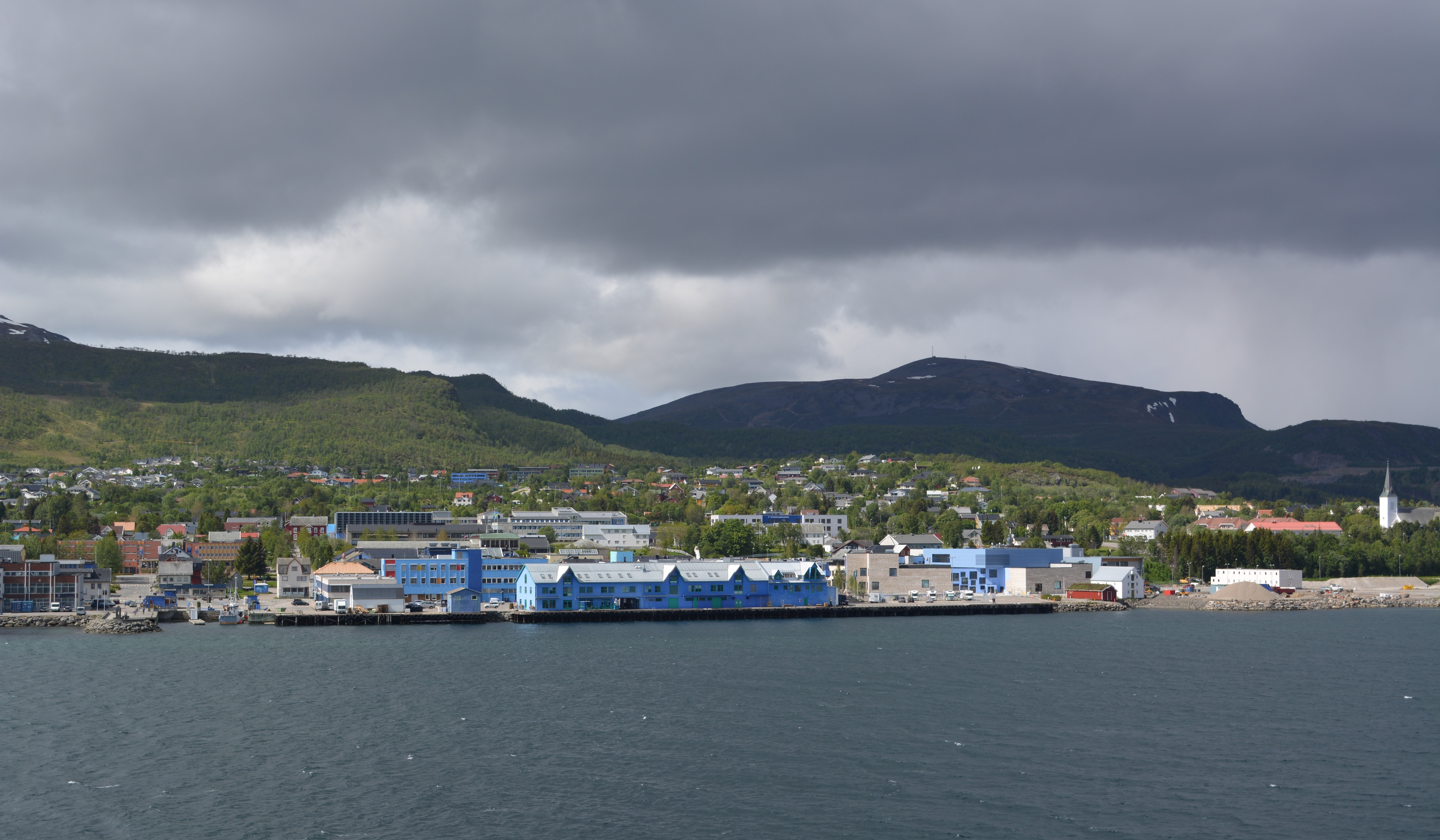
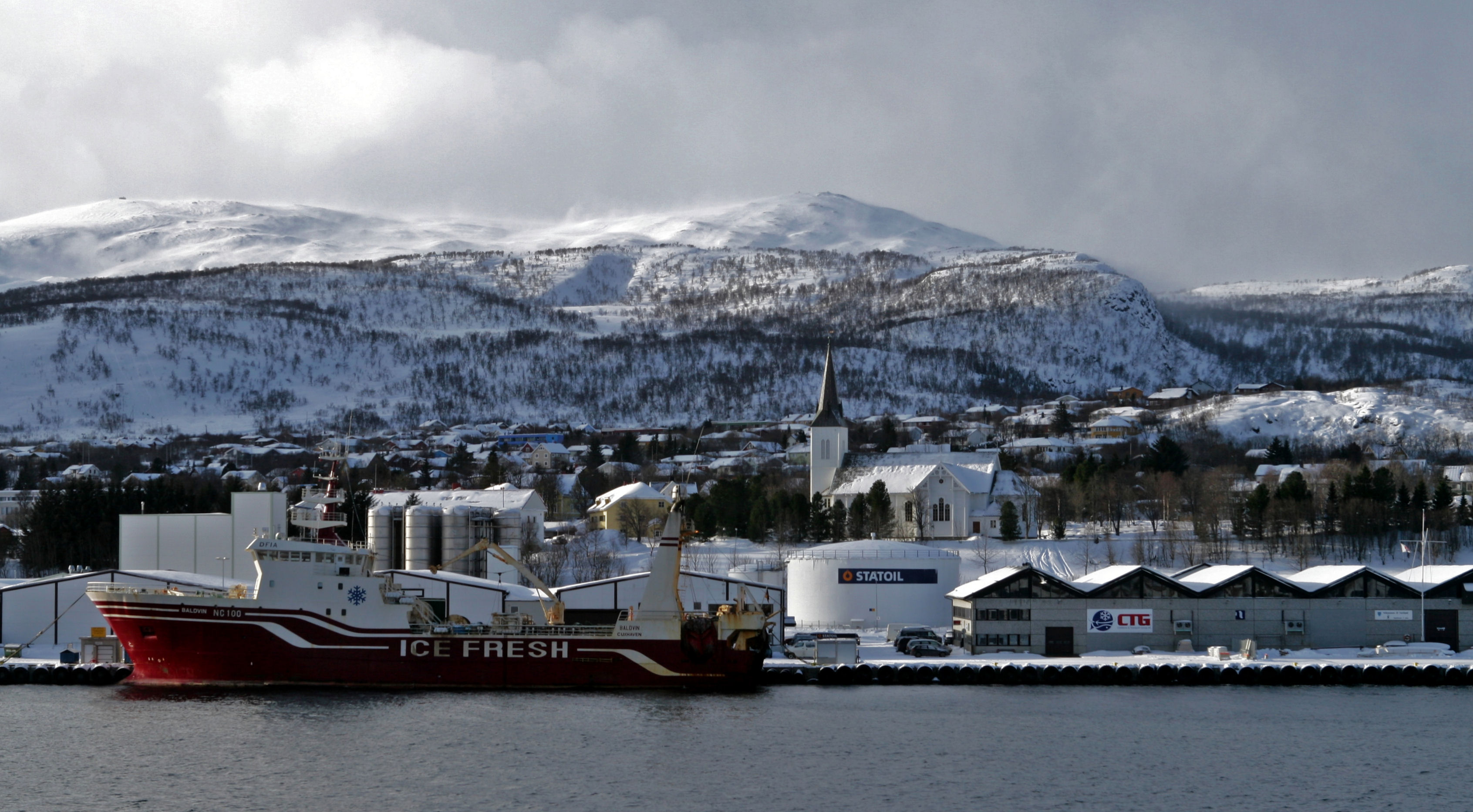
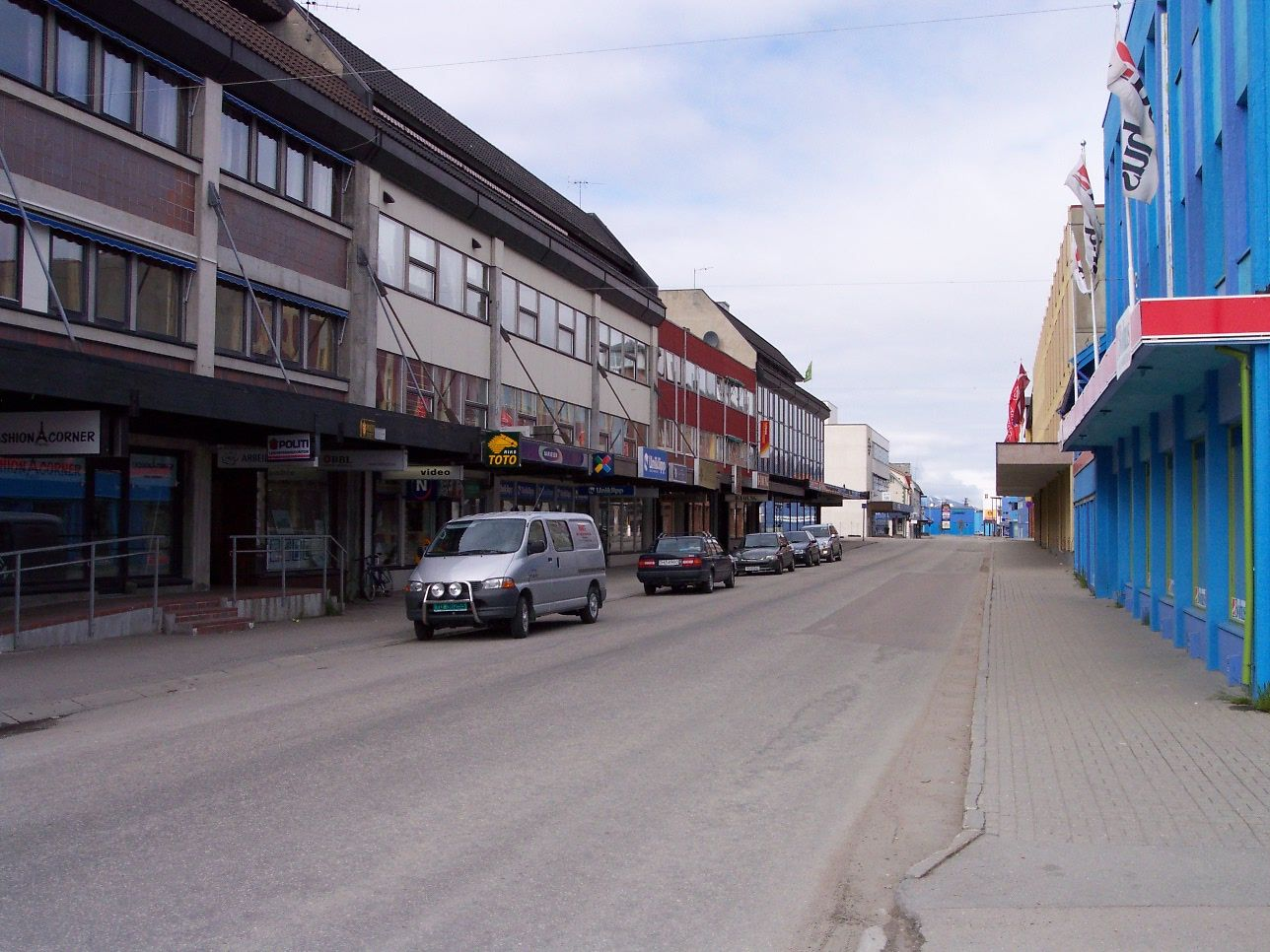
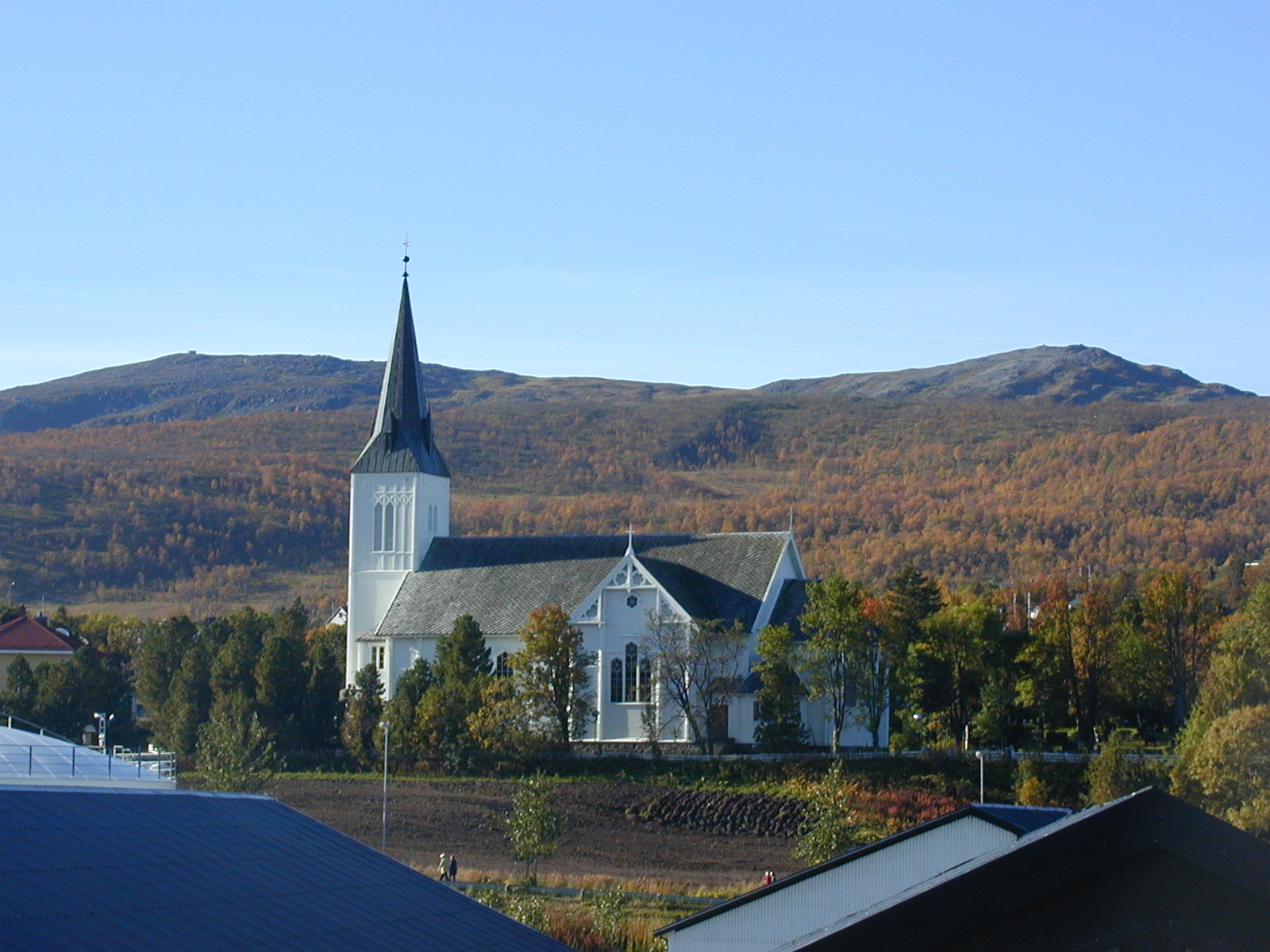
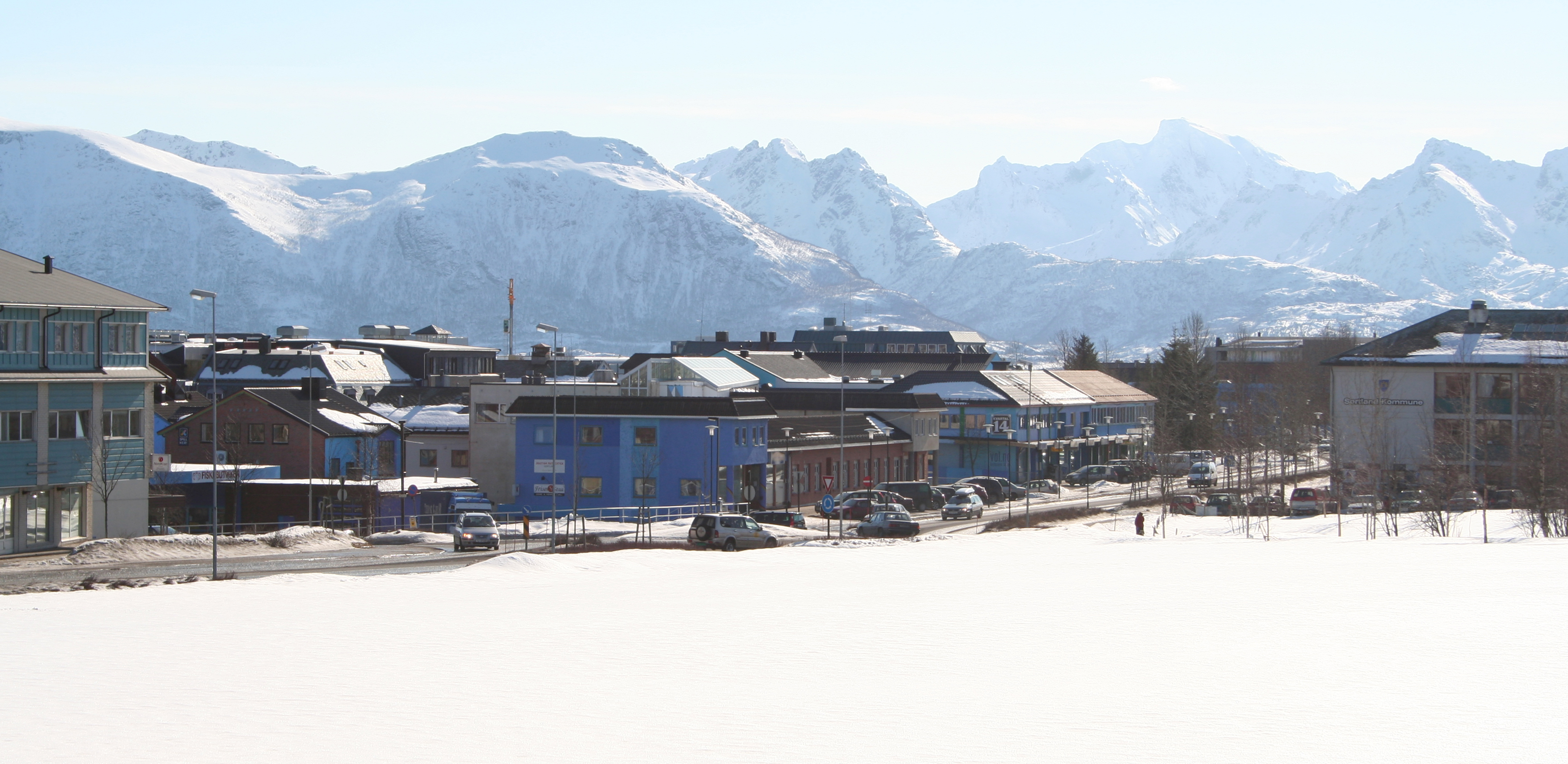